# Philisca
Philisca – rodzaj pająków z rodziny motaczowatych.
Rodzaj ten opisany został w 1884 roku przez E. Simona. Gatunkiem typowym jest P. hahni. Dawniej umieszczany był w aksamitnikowatych i zbrojnikowatych.
Pająki te mają karapaks z przodu szeroki i szczękoczułki z 3 ząbkami na przedniej i 1–3 na tylnej krawędzi. Nogogłaszczki samca z dość małym i wąskim cymbium, dość grubym wierzchołkiem embolusa, grubą i wydłużoną apofizą paramedialną, prostym konduktorze pierwotnym oraz szeroko od tegulum odseparowanym konduktorze wtórnym z kilkoma wyrostkami, śladowym lub nieobecnym kanalikiem. Apofyza medialna, z wyjątkiem tej u P. ornata i P. tripunctata, ma jedno lub więcej odgałęzień, ulokowanych w części nasadowej lub środkowej. Samicę charakteryzuje głęboka lub poszerzona kieszeń przednia epigyne, a u części gatunków także sercowate pole środkowe.
Motaczowate te zasiedlają lasy południowego Chile i Argentyny.
Należy tu 14 opisanych gatunków:
- Philisca accentifera Simon, 1904
- Philisca amoena (Simon, 1884)
- Philisca atrata Soto & Ramírez, 2012
- Philisca doilu (Ramírez, 1993)
- Philisca hahni Simon, 1884
- Philisca huapi Ramírez, 2003
- Philisca hyadesi (Simon, 1884)
- Philisca ingens Berland, 1924
- Philisca ornata Berland, 1924
- Philisca pizarroi Soto & Ramírez, 2012
- Philisca robinson Soto & Ramírez, 2012
- Philisca robusta Soto & Ramírez, 2012
- Philisca tripunctata (Nicolet, 1849)
- Philisca viernes Soto & Ramírez, 2012